# Jacintho Ferreira de Carvalho
Jacintho Ferreira de Carvalho (São João Del Rei – Mar de Espanha, 09 de abril de 1852) foi Comendador e um grande fazendeiro da Zona da Mata Mineira.

## Biografia
Descendente de uma das mais ricas e importantes famílias do Campo das Vertentes, os Carvalho Duarte, nasceu na cidade mineira de São João Del Rei, entre os anos de 1770 e 1780. Casou-se na Catedral Basílica de Nossa Senhora do Pilar (São João del-Rei), na mesma cidade, com Anna Joaquina de Jesus Carvalho, com quem teve 4 filhos: José Ferreira de Carvalho, Francisco de Paula Ferreira de Carvalho, Maria José Ferreira de Carvalho, Ana Jacintha de Carvalho, e Casimiro Lúcio Ferreira de Carvalho. Ambos eram naturais de São João Del Rei.
Ainda na primeira metade do século XIX migraram para um lugar que hoje se chama Santa Fé, distrito de Penha Longa, em Chiador, que na época pertencia à Mar de Espanha, na Zona da Mata Mineira. Fundaram em 1834 a Fazenda Sant'Anna da Barra (Fazenda da Barra), que chegou a ser uma das fazendas mais prósperas de Mar de Espanha e uma das mais produtivas da Zona da Mata Mineira. Em 1854 a fazenda possuía: 2 Sesmarias de terra, 126.000 mil cafeeiros de diversas idades, mais alguns gêneros alimentícios (milho, arroz e feijão), um pequeno canavial, mil alqueires de café por socar, 152 escravos, casa grande e algumas benfeitorias. Em 1830 recebeu solenemente de sua Majestade, o Imperador Dom Pedro I, uma Comenda da Imperial Ordem da Rosa (Comendador).
Jacintho e sua esposa Anna Joaquina morreram em 1852, deixando uma das maiores fortunas de Minas Gerais. Foram sepultados no cemitério da Fazenda da Barra onde repousam até os dias de hoje. Dessa fazenda originou-se outras duas fazendas: a Fazenda Bom Jardim e a Fazenda da Floresta, ambas criadas por sua neta, Anna Joaquina de Oliveira Saldanha, filha de José Ferreira de Carvalho e de Maria Emerenciana do Carmo. Anna Joaquina foi casada com o importante fazendeiro português Adriano Augusto Pereira de Saldanha, que administrou o Espólio dos Ferreira de Carvalho até 1889, quando houve a partilha dos bens.

## Ligação com os Pereira de Saldanha
José Ferreira de Carvalho e Maria Emerenciana do Carmo tiveram três filhos: José, Francisca e Anna Joaquina.
Anna Joaquina casou-se em 1870 com Adriano Augusto Pereira de Saldanha, e tiveram 14 filhos. Em 1876 nasceu a primeira filha do casal, Ana Saldanha de Almeida, apelidada de "Sinhasinha", que foi casada com Mario de Almeida, filho de Francisco Paulo de Almeida, o Barão de Guaraciaba. Adriano Augusto Pereira de Saldanha era natural da Freguesia de Sande, Marco de Canaveses, Portugal. Chegou ao Brasil em 1853 junto de seu irmão Carlos Augusto Pereira de Saldanha, e juntos construíram grande fortuna nos estados de Minas Gerais e Rio de Janeiro. Adriano Augusto morreu em 26 de Janeiro de 1897 e sua esposa Anna Joaquina em 6 de Janeiro de 1936, e ambos estão sepultados no Cemitério de São Francisco Xavier (Caju), no Rio de Janeiro. Através deste casal surgiu uma grande descendência destas grandes famílias que tanto contribuíram para a história do país: os Carvalho Duarte, os Martins de Oliveira, os Ferreira de Carvalho e os Pereira de Saldanha.